# Анніка Мельгорн
Анніка Мельгорн (нім. Annika Mehlhorn, 5 серпня 1983) — німецька плавчиня.
Учасниця Олімпійських Ігор 2004 року.
Призерка Чемпіонату світу з водних видів спорту 2001, 2005, 2009 років.
Призерка Чемпіонату Європи з водних видів спорту 2002, 2006 років.
Чемпіонка Європи з плавання на короткій воді 2000, 2007 років, призерка 1999 року.